# Enganyapastors nacunda
L'enganyapastors nacunda (Chordeiles nacunda) és una espècie d'ocell de la família dels caprimúlgids (Caprimulgidae) que habita sabanes, praderies, clars del bosc i zones costaneres del nord, centre i est de Colòmbia, Veneçuela, Trinitat i Tobago, Guaiana, est del Perú, nord-oest, est i sud-est del Brasil, Bolívia, el Paraguai, Uruguai i nord i centre de l'Argentina.

## Taxonomia
Ha estat considerat l'única espècie del gènere Podager (Wagler, 1832), però estudis recents van demostrar que és una espècie germana de la resta del gènere Chordeiles.